# Lybster

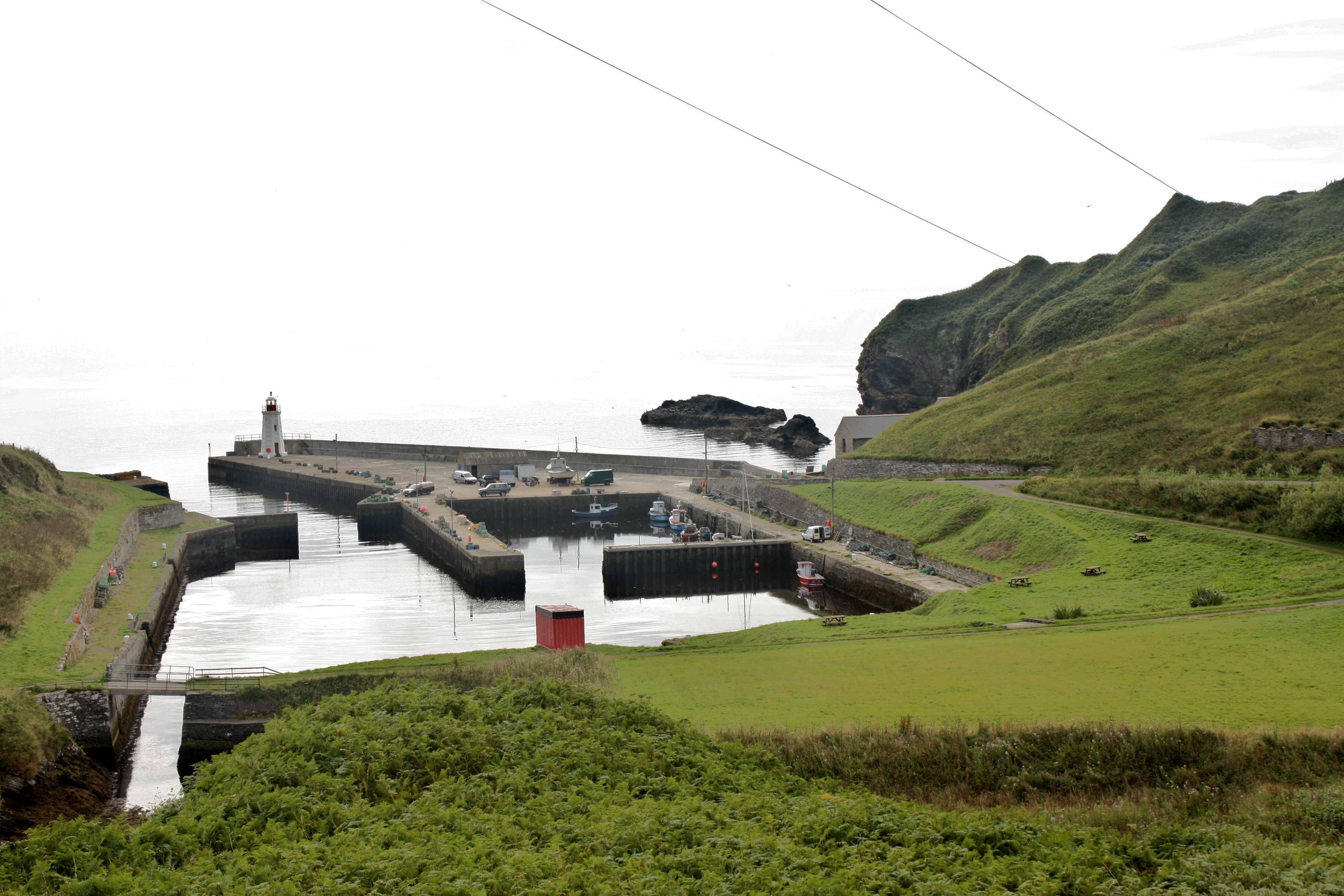
Il porto di Lybster

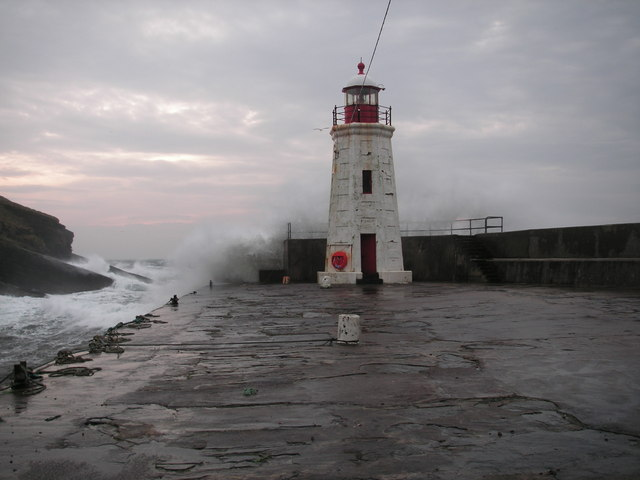
Il faro di Lybster

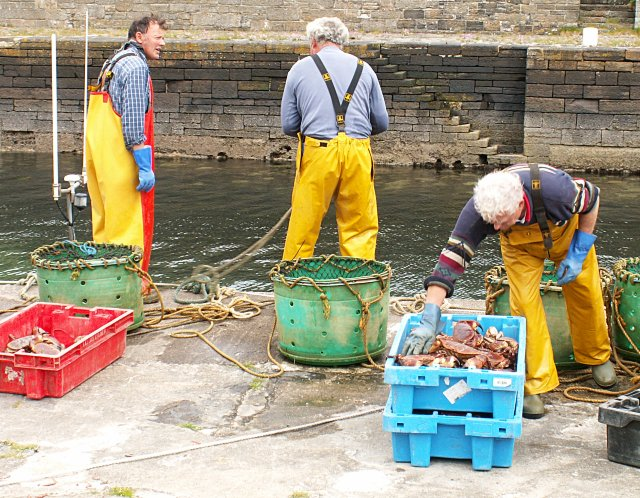
Pescatori a Lybster

Lybster (in gaelico scozzese: Liabost) è un villaggio di sul Mare del Nord della Scozia nord-orientale, facente parte dell'area di consiglio dell'Highland (contea tradizionale: Caithness). Conta una popolazione di circa 1.300 abitanti.
In passato, fu uno dei principali porti pescherecci della Scozia, in particolare per la pesca delle aringhe.

## Geografia fisica
Lybster si trova ad est del corso del fiume Thurso, tra le località di Wick e Dunbeath (rispettivamente a sud/sud-ovest della prima e a nord/nord-est della seconda).
 Da Wick dista 16 km.

## Origini del nome
Il toponimo Lybster/Liabost contiene il termine norreno bólstaðr, che significa "fattoria".

## Storia
Il villaggio venne realizzato nel 1802 dal generale Patrick Sinclair.
Fu in seguito ampliato dal figlio di quest'ultimo, che diede alla piazza principale i nomi di quattro politici degli anni trenta del XIX secolo
Con la costruzione del porto peschereccio, risalente al 1849 (e ricostruito nel 1882), il villaggio divenne il terzo porto peschereccio scozzese per la pesca dell'aringa (dopo Wick e Fraserburgh): nella pesca erano impegnate 1.500 persone e nel porto di Lybster erano attraccate nel 1859 357 pescherecci.
Per esportare il pesce, fu realizzata nel 1903 la Wick and Lybster Light Railway, che venne però chiusa nel 1944.

## Monumenti e luoghi d'interesse

### Architetture religiose

#### Lybster Central Church
Principale edificio religioso è la Lybster Central Church risalente al 1910.
All'interno della chiesa è conservata una pietra con un'incisione risalente al Medioevo.

#### Faro di Lybster
Altro edificio d'interesse è il faro di Lybster, risalente al 1884.

#### Lybster War Memorial
Altro monumento di Lybster è il Lybster War Memorial, il memoriale dedicato alle vittime delle due guerre mondiali.

## Società

### Evoluzione demografica
Al censimento del 2011, Lybster contava una popolazione pari a 1.340 abitanti.
La località ha conosciuto un incremento demografico rispetto al 2001, quando contava una popolazione pari a 1.207 abitanti.